# Celano
Celano is een plaats in de Italiaanse regio Abruzzen en maakt deel uit van de provincie L'Aquila.
Celano ligt op een berghelling, uitkijkend over de vruchtbare hoogvlakte Piana del Fucino. Het symbool van de stad is het robuuste kasteel Piccolomini uit de 14de eeuw. Het is gebouwd op de fundamenten van een ouder, door Frederik II verwoest fort. Het kasteel biedt onderdak aan het Museo d'Arte Sacra della Marsica dat gewijd is aan religieuze kunst uit westelijk Abruzzo.
Ten noorden van de plaats ligt het natuurpark van de gebergten Monte Velino (2424 m) en Monte Sirente (2349 m). In het park ligt ook de Gole di Celano. De kloof die is uitgesleten door het riviertje de Foce heeft een lengte van vijf kilometer en wordt omgeven door 300 meter hoge rotswanden. In het gehucht Paludi di Celano is een museum over de prehistorie gevestigd, in het moerasgebied daar zijn resten aangetroffen van een paaldorp uit de 10e eeuw v.Chr.

## Afbeelding

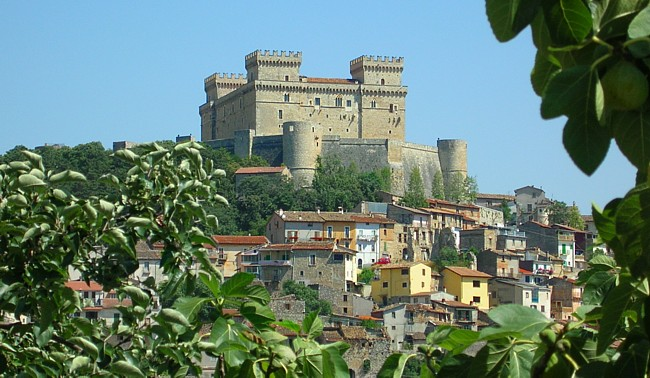
Zicht op Celano